# Foligno
De Italiaanse stad Foligno ligt in de Midden-Italiaanse regio Umbrië in de provincie Perugia. Foligno is een belangrijk knooppunt van spoor- en verkeerswegen en het industriële centrum van het oostelijke deel van Umbrië.
De stad werd al lang voor de jaartelling bevolkt door de Umbriërs die het Fulginia noemden. Later werd de stad veroverd door de Romeinen. Zij herdoopten de stad Fulginium.
Gedurende de Tweede Wereldoorlog werd de stad zwaar getroffen door geallieerde bombardementen, gericht tegen het militaire vliegveld en de kazernes nabij de stad. In 1997 veroorzaakte een zware aardbeving voor veel schade aan de monumentale panden. Het hart van de stad is het Piazza di Repubblica waaraan de 12de-eeuwse romaanse kathedraal staat. Tegenover deze kerk staat het van oorsprong 12de-eeuwse Palazzo Comunale; in 1832 werd dit echter door een aardbeving verwoest en is vervolgens in de neoclassicistische stijl herbouwd. De toren van het gebouw overleefde de beving van 1832, maar die van 1997 niet.

## Fraziones in gemeente Foligno
Er zijn 126 fraziones in Foligno:
Abbazia di Sassovivo, Acqua Santo Stefano, Afrile, Aghi, Ali, Altolina, Annifo, Arvello, Ascolano, Barri, Belfiore, Borgarella, Borroni, Budino, Camino, Cancellara, Cancelli, Cantagalli, Capodacqua, Caposomigiale, Cappuccini, Cariè, Carpello, Casa del Prete, Casa Pacico, Casale del Leure, Casale della Macchia, Casale di Morro, Casale di Scopoli, Cascito, Casco dell'Acqua, Casenove, Casette di Cupigliolo, Casevecchie, Cassignano, Castello di Morro, Castretto, Cavallara, Cave, Cerritello, Chieve, Cifo, Civitella, Colfiorito, Collazzolo, Colle di Verchiano, Colle San Giovanni, Colle San Lorenzo, Colle Scandolaro, Collelungo, Collenibbio, Colpernaco, Colpersico, Corvia, Costa di Arvello, Crescenti, Croce di Roccafranca, Croce di Verchiano, Cupacci, Cupigliolo, Cupoli, Curasci, Fiamenga, Fondi, Forcatura, Fraia, Hoffmann, La Franca, La Spiazza, La Valle, Leggiana, Liè, Maceratola, Maestà di Colfornaro, Madonna delle Grazie, Montarone, Morro, Navello, Orchi, Paciana, Palarne, Pale, Pallaia, Perticani, Pescara I°, Pescara II°, Pieve Fanonica, Pisenti, Poggiarello, Polveragna, Ponte San Lazzaro, Ponte Santa Lucia, Pontecentesimo, Popola, Rasiglia, Ravignano, Rio, Roccafranca, Roviglieto, San Bartolomeo, San Giovanni Profiamma, San Sebastiano, San Vittore, Sant'Eraclio, Santo Stefano dei Piccioni, Scafali, Scandolaro, Scanzano, Scopoli, Seggio, Serra Alta, Serra Bassa, Serrone, Sostino, Sterpete, Tesina, Tito, Torre di Montefalco, Treggio, Uppello, Vallupo, Vegnole, Verchiano, Vescia, Vionica, Volperino.

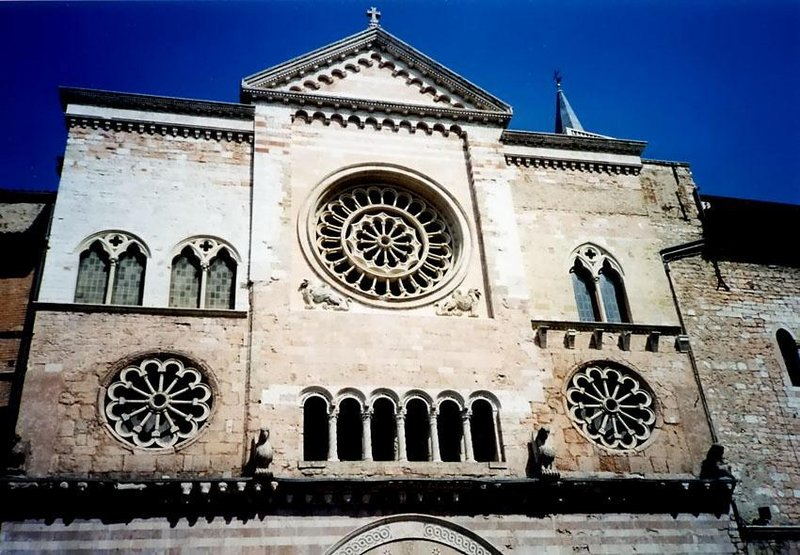
Kathedraal

## Geboren
- Fortunato Baliani (1974), wielrenner
- Leonardo Spinazzola (1993), voetballer